# Rhany Kabbadj
Rhany Kabbadj (en arabe : غاني قباج), est un chanteur et acteur marocain, né en 1972 à Marrakech (Maroc).

## Biographie
Rhany Kabbadj est né à Marrakech. Son père est marocain et sa mère est franco-algérienne. Il a fait ses débuts sur scène au Maroc, dans le programme Studio Five', au milieu des années 1990. Ce programme était l'un des plus populaires à cette époque auprès du public marocain.
En 1990, Kabbadj a composé son premier titre et l'a enregistré à Washington. Au début de l'année 1997, il s'est rendu à Paris pour enregistrer son tout premier album, intitulé Dablet. Entouré de musiciens talentueux, il a finalisé l'enregistrement de l'album à Los Angeles. Son amour pour les rythmes cubains et latino-américains a profondément marqué sa musique. C'est pourquoi, en 1999, il a décidé de se rendre à Cuba en compagnie de son producteur pour réaliser son deuxième album, intitulé Alamtini. L'enregistrement de cet album s'est déroulé au prestigieux studio Egrem à Cuba, réputé pour ses productions et ses artistes légendaires tels que Compay Segundo. La musique latino-américaine, et plus particulièrement la musique cubaine, a exercé une grande influence sur lui. Ses recherches artistiques visent à créer une fusion des rythmes marocains et du genre de la salsa,.
En plus de sa carrière musicale, Rhany Kabbadj est également humoriste. Selon L'Observateur du Maroc, il est considéré comme « le roi du stand up marocain ». En 2021, il a été récompensé du prix du meilleur artiste nord-africain lors de la cérémonie des Kora Awards qui s'est déroulée en Afrique du Sud.
En 2022, il a joué dans une série télévisée comique intitulée Safi Salina, diffusée pendant le Ramadan et ayant attiré un large public.

## Filmographie

### Télévision
- 2019 : Oyoune Ghaima[7],[8],[9]
- 2020 : Deux dans la boîte (série télévisée)[10],[11]
- 2021 : Bab Al Bahr[12],[13],

## Vie privée
Rhany Kabbadj est marié et père de deux enfants,.